# Трике, Поль
Поль Трике (фр. Paul Triquet; 2 апреля 1910, Кабано, Квебек — 4 августа 1980, Квебек) — канадский пехотный офицер, участник Второй мировой войны, кавалер Креста Виктории и ордена Почётного легиона.

## Биография
Поль Трике родился в 1910 году в Квебеке в семье выходца из Нормандии Флорентена Жоржа Трике, представителя династии французских военных. Учился в Академии Кабано, где состоял в кадетском корпусе, который организовал и обучал его отец. Уже в 16 лет Поль впервые попытался пойти в армию добровольцем, но получил отказ. Следующая попытка, через год, оказалась удачной, поскольку Трике завысил собственный возраст, сообщив, что ему 19 лет.
С 1929 по 1939 годы Трике служил в кадетском корпусе и в ополчении. Он прошёл курсы подготовки офицерского состава и в 1939 году в должности старшего полкового сержанта в составе 22-го Королевского пехотного полка был направлен в Европу, но уже в следующем году вернулся в Канаду, став армейским инструктором. Вернулся в расположение полка в 1941 году уже в звании лейтенанта. В 1943 году произведён в капитаны, а 13 декабря того же года — в майоры.
Майорское звание было получено Трике в ходе Итальянской кампании союзников, накануне начала боёв за Ортону. В рамках этих боёв две роты 22-го полка при поддержке нескольких танков должны были захватить ферму Каса-Берарди. Здание фермы контролировало важный перекрёсток на дороге Ортона-Орсонья и было к этому времени превращено немцами из-за своего стратегического положения в укреплённый пункт, защищаемый пехотой и танками. Число защитников фермы изначально значительно превосходило число атакующих, одна из канадских рот была остановлена огнём противника, а во второй уже к середине боя Трике оставался единственным живым офицером. К тому моменту, когда отряд Трике достиг стен фермы, в нём оставалось всего 15 человек и четыре танка поддержки. Несмотря на это, ему удалось, зачистив здание от остатков немецких десантников, организовать его эффективную оборону от попыток немцев вновь им овладеть. Отряд Трике сохранял контроль над фермой до прихода подкреплений.
За бой за Каса-Берарди, позволивший прорвать немецкие оборонительные линии под Ортоной, Поль Трике был представлен к высшей боевой награде Британской империи — Кресту Виктории. Кроме того, когда в штабе сражавшейся рядом французской дивизии, которой его успех облегчил выполнение боевой задачи, узнали о том, что Каса-Бернарди штурмовали франкоканадцы, Трике был также представлен к ордену Почётного легиона. Трике, первый канадец, ставший кавалером ордена Почётного легиона с начала Второй мировой войны, получил эту награду из рук посла «Свободной Франции» в Канаде в 1944 году.
В 1944 году Трике возглавил учебный лагерь в Великобритании, а в феврале 1945 года в звании подполковника принял командование 17-м Канадским резервным батальоном. Вернувшись в Канаду в августе, он возглавил учебную базу Фарнэм в Квебеке, а с мая 1946 года занимал пост заместителя командующего Канадской королевской пехотной школой в Кэмп-Бордене. Трике ушёл в запас после войны, в 1947 году, заняв должность представителя крупной лесопромышленной фирмы в Квебеке. В качестве офицера запаса он занимал пост командира Левийского резервного полка, а с 1954 года — командира 8-й бригады милиции, сначала в звании полковника, а с 1956 года в звании бригадного генерала. Служба Трике в милиции продолжалась до 1959 года. В этом же году он был назначен почётным адъютантом генерал-губернатора Канады Жоржа Ванье.
В 1966 году Трике занял должность провинциального комиссара Скорой помощи Святого Иоанна в Квебеке; позже он был произведён в командоры ордена святого Иоанна. После выхода на пенсию в 1968 году прожил ещё 12 лет в Канаде и США, скончавшись летом 1980 года в городе Квебеке.

## Увековечение памяти

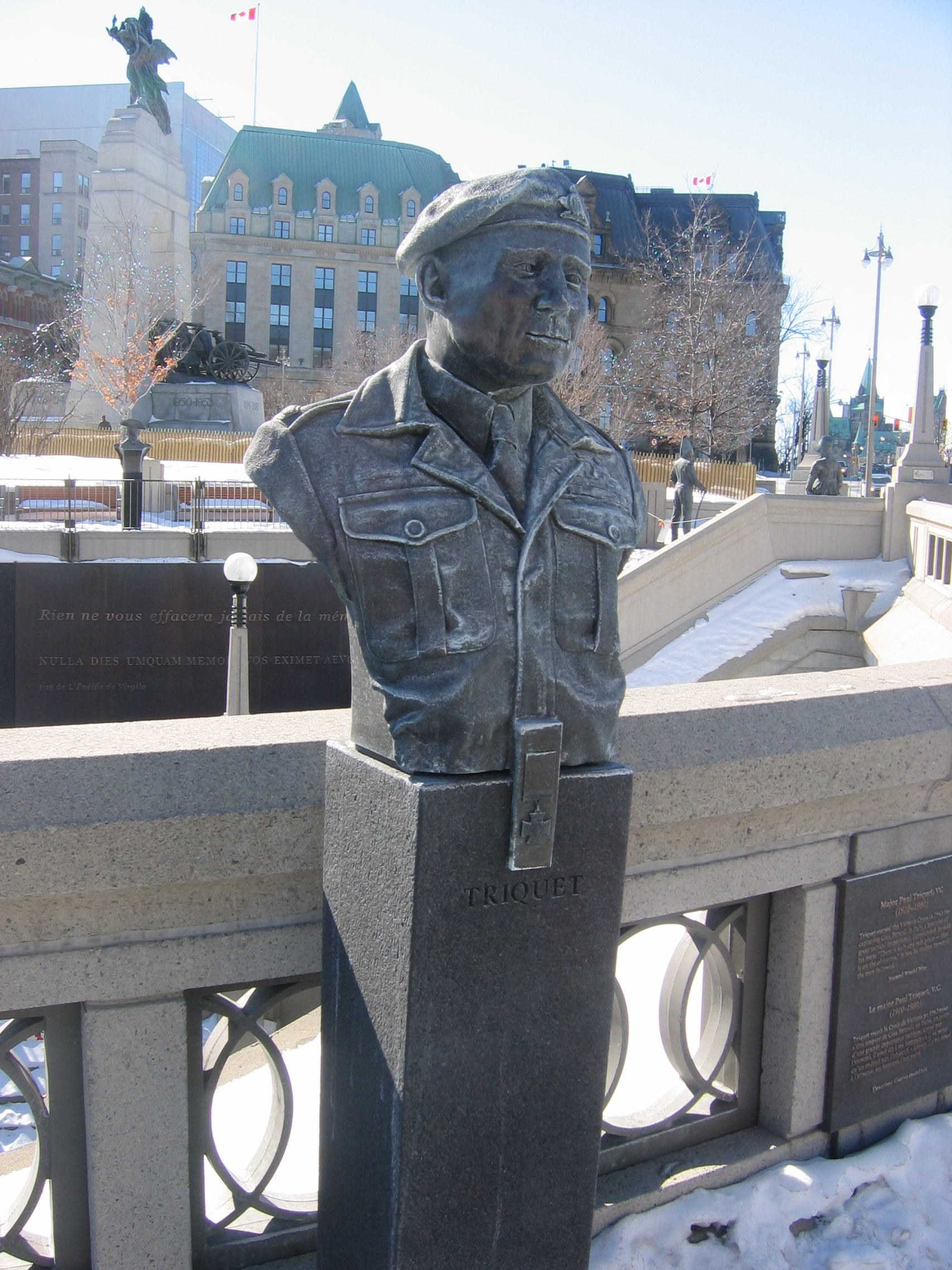
Бюст Трике, Памятник героям, Оттава

В память о штурме Каса-Бернарди ротой Поля Трике на стене фермы установлена памятная доска. В 2006 году бюст Трике стал одним из элементов композиции Памятника героям в столице Канады. Имя Поля Трике носят дом престарелых для ветеранов канадских вооружённых сил в Квебеке и филиал Королевского канадского легиона в его родном Кабано (ныне в составе агломерации Темискуата-сюр-де-Лак). Уже в 1944 году в честь Поля Трике был назван остров Трике (ранее Фэн) у побережья Британской Колумбии.